# Stipa eminens
Stipa eminens là một loài thực vật có hoa trong họ Hòa thảo. Loài này được Cav. miêu tả khoa học đầu tiên năm 1799.